# Lunga (Distrikt)
Lunga ist einer von zwölf Distrikten in der Provinz Luapula in Sambia. Er hat eine Fläche von 3840 km² und im Jahr 2022 hatte er 39.380 Einwohner. Er wurde im November 2011 vom Distrikt Samfya abgespalten.

## Geografie
Der Distrikt liegt etwa 410 Kilometer nordöstlich von Lusaka entfernt. Er befindet sich komplett in den Bangweulusümpfen und liegt auf einer Höhe von etwa 1160 m über dem Meeresspiegel. Der Distrikt ist sehr flach und es sind nur wenige Inseln in der sonst sumpfigen Landschaft. Er wird vom Chambeshi durchflossen, dessen Verlauf sich allerdings in den Sümpfen verliert. Im Nordwesten wird er durch den Walilupesee, einen Teil des Bangweulusees, begrenzt. Der Luapula bildet die Westgrenze.
Der Distrikt grenzt im Norden an den Distrikte Mufulira in der Nordprovinz, Im Osten und Süden an Kanchibiya und Lavushimanda in der Provinz Muchinga und im Westen an Samfya und Chifunabuli.
Lunga ist in 4 Wards aufgeteilt:
- Lunga
- Ncheta
- Nkutila
- Nsalushi

## Entwicklung
Im September 2022 wurde der Distrikt in das Food Security Pack Programme (FSP) aufgenommen. Das Programm wurde vom Ministry of Community Development and Social Services ins Leben gerufen. Speziell das Teilprogramm Wetlands Cropping, Food Security Pack soll dem Distrikt helfen. Das Programm zielt darauf ab, die Gemeinschaften zu stärken, indem es die Ernährungssicherheit verbessert und mehr Einkommen aus der Produktion der verschiedenen Pflanzen sowie aus der Vieh- und Hühnerzucht auf Haushaltsebene erzielt.

## Überflutungen
Im März 2020 kam es in dem Distrikt erneut zu schweren Überschwemmungen.